# Бостанкум
Бостанку́м (каз. Бостанқұм) — колишнє село у складі Каракіянського району Мангістауської області Казахстану. Входить до складу Бостанського сільського округу. Ліквідоване 30 травня 2018 року рішенням обласного масліхата.
Населення — 193 особи (2009; 171 в 1999).